# 772
772 (DCCLXXII) je bilo prestopno leto, ki se je po julijanskem koledarju začelo na sredo.

## Dogodki
- 1. januar
- 1. februar - Hadrijan I., postane papež.

## Rojstva
- Karel Mlajši - kralj Frankov († 811)